# Helene Jarmer
Helene Jarmer (Vienna, 8 agosto 1971) è un avvocato e politico austriaca, membro della comunità sorda.
Dal 2001 è presidente dell'Österreichischer Gehörlosenbund.

## Biografia
Deputata del partito Die Grünen dal 2009 al 2017, è la terza politica sorda ad essere eletta in un Parlamento nazionale: la prima era stata la sudafricana Wilma Newhoudt-Druchen, la seconda la greca Dīmītra Arapoglou.

## Nome-segno
Il suo nome segno è capelli lunghi, anche se oggi porta i capelli corti.